# Holocryptis figurata
Holocryptis figurata är en fjärilsart som beskrevs av W. Warren 1913. Holocryptis figurata ingår i släktet Holocryptis och familjen nattflyn. Inga underarter finns listade i Catalogue of Life.